# Żoliborz
Żoliborz là một trong những quận của thành phố Warszawa, thủ đô Ba Lan. Quận này nằm chính nam của trung tâm thành phố, bên tả ngạn sông Vistula. Quận Zoliborz có dân số khoảng 50.000 người và là một trong những quận nhỏ nhất của Warszawa. 

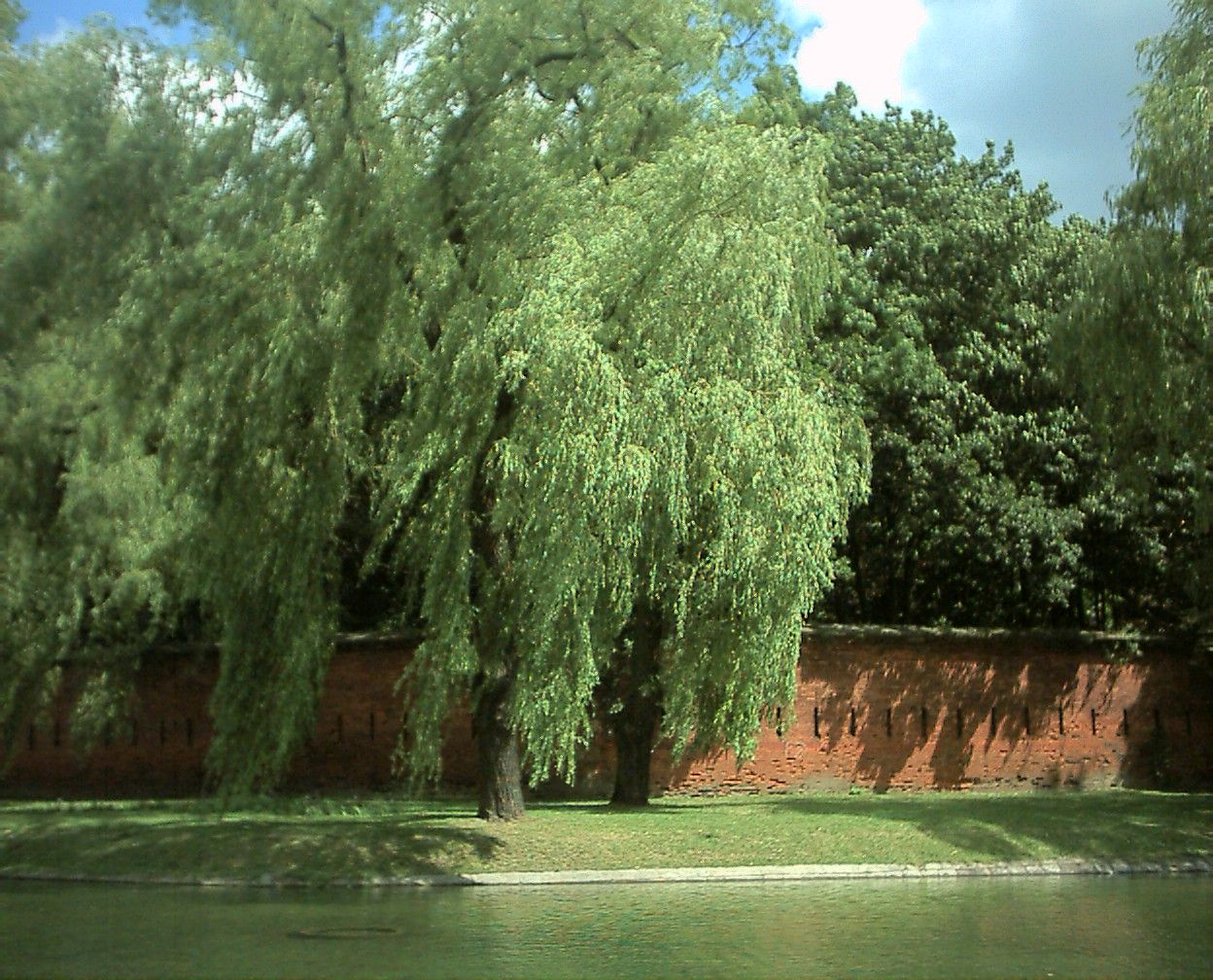
thành Warszawa và công viên Hibner ở Żoliborz

52°16′B 20°59′Đ / 52,267°B 20,983°Đ